# Åsane Fotball 2017
Questa voce raccoglie le informazioni riguardanti l'Åsane Fotball nelle competizioni ufficiali della stagione 2017.

## Stagione
Il 16 novembre 2016, Mons Ivar Mjelde è stato nominato nuovo allenatore dell'Åsane, in vista del campionato 2017. A seguito del 9º posto finale della precedente stagione, l'Åsane avrebbe affrontato il campionato di 1. divisjon 2017, oltre al Norgesmesterskapet. Il 20 dicembre è stato compilato il calendario del nuovo campionato, che alla 1ª giornata avrebbe visto la squadra andare a far visita al Tromsdalen, nel weekend dell'1-2 aprile 2016.
Il 7 aprile è stato sorteggiato il primo turno del Norgesmesterskapet 2017: l'Åsane avrebbe fatto visita al Trott. Dopo aver superato questo ostacolo ed il Fyllingsdalen nella fase successiva, l'Åsane ha salutato la competizione al terzo turno, con l'eliminazione per mano del Jerv.
L'Åsane ha chiuso la stagione al 12º posto finale.

## Maglie e sponsor
Lo sponsor tecnico per la stagione 2017 è stato Macron, mentre Sparebanken Vest è stato lo sponsor ufficiale. La divisa casalinga era composta da una maglietta arancione con il colletto nero, con pantaloncini e calzettoni neri.
| Casa | Trasferta |

## Rosa
| N. |                     | Ruolo | Calciatore         |
| -- | ------------------- | ----- | ------------------ |
| 1  | Norvegia (bandiera) | P     | Eirik Østgaard     |
| 2  | Norvegia (bandiera) | D     | Martin Ueland      |
| 3  | Norvegia (bandiera) | D     | Eirik Wollen Steen |
| 4  | Norvegia (bandiera) | D     | Sondre Bjørshol    |
| 5  | Norvegia (bandiera) | D     | Fredrik Heggland   |
| 6  | Norvegia (bandiera) | C     | Simen Brekkhus     |
| 7  | Norvegia (bandiera) | C     | Joachim Soltvedt   |
| 8  | Norvegia (bandiera) | C     | Jonas Hestetun     |
| 9  | Russia (bandiera)   | A     | Vadim Manzon       |
| 10 | Norvegia (bandiera) | C     | Senai Hagos        |
| 11 | Norvegia (bandiera) | C     | Joakim Hammersland |
| 12 | Norvegia (bandiera) | P     | Borger Thomas      |
| 15 | Norvegia (bandiera) | D     | Sindre Austevoll   |
| 17 | Norvegia (bandiera) | D     | Nikolai Harris     |

| N. |                     | Ruolo | Calciatore            |
| -- | ------------------- | ----- | --------------------- |
| 18 | Norvegia (bandiera) | A     | Erik Huseklepp        |
| 19 | Norvegia (bandiera) | C     | Simen Lassen          |
| 20 | Norvegia (bandiera) | C     | Stian Nygard          |
| 22 | Norvegia (bandiera) | D     | Mads Songve           |
| 23 | Norvegia (bandiera) | A     | Sander Nordhagen      |
| 24 | Norvegia (bandiera) | P     | Mikael Hansen         |
| 25 | Norvegia (bandiera) | C     | Olve Opsvik           |
| 26 | Norvegia (bandiera) | C     | Simen Hatlebrekke     |
| 27 | Norvegia (bandiera) | A     | Magnus Bruun-Hansen   |
| 28 | Armenia (bandiera)  | A     | David Mkrtchyan       |
| 29 | Norvegia (bandiera) | C     | Kristoffer Stephensen |
| 30 | Norvegia (bandiera) | C     | Håvard Mikkelsen      |
| 88 | Norvegia (bandiera) | A     | Geir André Herrem     |
| 99 | Norvegia (bandiera) | P     | Andreas Søreide       |

## Calciomercato

### Sessione invernale(dal 01/01 al 31/03)
| Arrivi | Arrivi           | Arrivi       | Arrivi     |
| R.     | Nome             | da           | Modalità   |
| ------ | ---------------- | ------------ | ---------- |
| P      | Borger Thomas    | Strømsgodset | definitivo |
| D      | Fredrik Heggland | Brann        | definitivo |
| C      | Jonas Hestetun   | Fana         | definitivo |
| A      | Vadim Manzon     | Karlsruhe    | definitivo |

| Partenze | Partenze                 | Partenze | Partenze      |
| R.       | Nome                     | a        | Modalità      |
| -------- | ------------------------ | -------- | ------------- |
| P        | Amund Wichne             | Viking   | fine prestito |
| D        | Kevin Duré               |          | svincolato    |
| D        | Fredrik Pallesen Knudsen | Brann    | fine prestito |
| C        | Marius Hagen             |          | svincolato    |
| C        | Fuseini Mohammed         |          | svincolato    |
| C        | Mathias Raum             | Brann    | fine prestito |
| A        | Øystein Myrkaskog        | Førde    | fine prestito |

### Tra le due sessioni
| Arrivi | Arrivi | Arrivi | Arrivi   |
| R.     | Nome   | da     | Modalità |
| ------ | ------ | ------ | -------- |

| Partenze | Partenze     | Partenze  | Partenze        |
| R.       | Nome         | a         | Modalità        |
| -------- | ------------ | --------- | --------------- |
| A        | Vadim Manzon | Karlsruhe | fine definitivo |

### Sessione estiva(dal 20/07 al 16/08)
| Arrivi | Arrivi         | Arrivi    | Arrivi     |
| R.     | Nome           | da        | Modalità   |
| ------ | -------------- | --------- | ---------- |
| D      | Nikolai Harris | Flekkerøy | definitivo |
| C      | Simen Brekkhus | Sogndal   | prestito   |
| A      | Erik Huseklepp | Haugesund | prestito   |

| Partenze | Partenze          | Partenze    | Partenze   |
| R.       | Nome              | a           | Modalità   |
| -------- | ----------------- | ----------- | ---------- |
| C        | Simen Hatlebrekke | Fram Larvik | definitivo |
| C        | Joachim Soltvedt  | Sogndal     | definitivo |

## Risultati

### 1. divisjon

#### Girone di andata
| Arbitro: | Haugen (Rælingen) |

|                                   |           |  |
| Jenssen 45’ H. Lysvoll 90’ (rig.) | Marcatori |  |

| Arbitro: | Aslam |

|                |           |              |
| Stephensen 52’ | Marcatori | 90’ Bjørnbak |

| Arbitro: | Jonsson Trædal (Oslo) |

|                                   |           |  |
| Vorthoren 31’, 45’, 78’ Antwi 73’ | Marcatori |  |

| Arbitro: | Moen (Oslo) |

|                                              |           |  |
| Hammersland 15’ Herrem 27’, 66’ Hestetun 83’ | Marcatori |  |

| Arbitro: | Aslam |

|                              |           |            |
| Øwre Gjertsen 5’ Karlsen 12’ | Marcatori | 56’ Manzon |

| Arbitro: | Smehus Kringstad (Oslo) |

|                                |           |                         |
| Soltvedt 38’ Herrem 63’ (rig.) | Marcatori | 17’ Boye 59’ Pellegrino |

| Arbitro: | Hansen (Oslo) |

|                        |           |                                             |
| Solberg 30’ Langås 90’ | Marcatori | 40’ Hestetun 57’ Hammersland 72’ Stephensen |

| Arbitro: | Jonsson Trædal (Oslo) |

|                  |           |  |
| Wollen Steen 38’ | Marcatori |  |

| Arbitro: | Aslam |

|          |           |              |
| Toft 63’ | Marcatori | 87’ Soltvedt |

| Arbitro: | Hansen (Oslo) |

|                 |           |                                |
| Herrem 36’, 85’ | Marcatori | 33’ Dieserud 42’ Østigård Ness |

| Arbitro: | Haugen (Rælingen) |

|                                |           |  |
| Stene 28’ Nordberg 38’ Aas 59’ | Marcatori |  |

| Ulset 11 giugno 2017, ore 18:00 12ª giornata                                              | Åsane     | 2 – 2 referto               | Arendal | Myrdal Gress (403 spett.) |
| \| \| \| \| \| Hagos 19’ Herrem 88’ (rig.) \| Marcatori \| 4’ Pepa 23’ (aut.) Østgaard \| |           |                             |         |                           |
|                                                                                           |           |                             |         |                           |
| Hagos 19’ Herrem 88’ (rig.)                                                               | Marcatori | 4’ Pepa 23’ (aut.) Østgaard |         |                           |

| Elverum 18 giugno 2017, ore 18:00 13ª giornata | Elverum       | 0 – 0 referto | Åsane | Elverum Stadion (587 spett.)\| Arbitro: \| Hansen (Oslo) \| |
| Arbitro:                                       | Hansen (Oslo) |               |       |                                                             |

| Arbitro: | Jonsson Trædal (Oslo) |

|              |           |              |
| Bjørshol 49’ | Marcatori | 52’ Kapidžić |

| Arbitro: | Smehus Kringstad (Oslo) |

|                       |           |  |
| Maykel 15’ Holter 52’ | Marcatori |  |

#### Girone di ritorno
| Arbitro: | Moen (Oslo) |

|                           |           |                  |
| Hagos 9’ Wollen Steen 12’ | Marcatori | 55’ (rig.) Stene |

| Arbitro: | Hansen (Oslo) |

|  |           |                |
|  | Marcatori | 56’ Stephensen |

| Arbitro: | Rafiq (Oslo) |

|           |           |                                               |
| Herrem 7’ | Marcatori | 27’ Riksvold 33’ (aut.) Austevoll 57’ Lillebo |

| Arbitro: | Haugen (Rælingen) |

|                            |           |                                    |
| Eriksen 5’, 28’ Sellin 44’ | Marcatori | 49’, 90’ Herrem 90’ (aut.) Nielsen |

| Arbitro: | Smehus Kringstad (Oslo) |

|                           |           |                                 |
| Huseklepp 44’ (rig.), 63’ | Marcatori | 15’ Güven 34’ Castro 78’ Maykel |

| Arbitro: | Aslam |

|  |           |                                     |
|  | Marcatori | 42’, 75’ Ødemarksbakken 81’ Jørstad |

| Arbitro: | Haugen (Rælingen) |

|                                |           |           |
| Flo 73’ Johansen Westgaard 77’ | Marcatori | 2’ Herrem |

| Arbitro: | Jonsson Trædal (Oslo) |

|               |           |               |
| Huseklepp 88’ | Marcatori | 34’ Ogungbaro |

| Arbitro: | Smehus Kringstad (Oslo) |

|                        |           |                           |
| Dieserud 12’ Lange 44’ | Marcatori | 42’, 60’ (rig.) Huseklepp |

| Arbitro: | Gjermshus (Oslo) |

|                                  |           |  |
| Pellegrino 2’, 80’ Gundersen 16’ | Marcatori |  |

| Arbitro: | Følstad Skarsem (Trondheim) |

|                |           |  |
| Stephensen 55’ | Marcatori |  |

| Arbitro: | Moen (Oslo) |

|                   |           |            |
| Solheim-Olsen 72’ | Marcatori | 63’ Lassen |

| Arbitro: | Aslam |

|                          |           |                           |
| Huseklepp 15’ Herrem 89’ | Marcatori | 48’ Ahamed 69’ Andreassen |

| Arbitro: | Jonsson Trædal (Oslo) |

|                                                    |           |  |
| Saltnes 16’, 57’, 90’ Opseth 26’, 58’ J. Hauge 34’ | Marcatori |  |

| Arbitro: | Haugen (Rælingen) |

|                                |           |                                   |
| Hagos 51’, 76’ Hammersland 90’ | Marcatori | 34’ (rig.) Larsen 84’ Finnbogason |

### Norgesmesterskapet
| Leirvik 26 aprile 2017, ore 18:00 Primo turno                                               | Trott     | 1 – 3 referto                   | Åsane | Stord Stadion |
| \| \| \| \| \| Hætta Aslaksen 36’ (aut.) \| Marcatori \| 13’ Songve 46’ Hagos 76’ Manzon \| |           |                                 |       |               |
|                                                                                             |           |                                 |       |               |
| Hætta Aslaksen 36’ (aut.)                                                                   | Marcatori | 13’ Songve 46’ Hagos 76’ Manzon |       |               |

| Ulset 24 maggio 2017, ore 18:00 Secondo turno  | Åsane     | 1 – 0 referto | Fyllingsdalen | Myrdal Gress (360 spett.) |
| \| \| \| \| \| Soltvedt 39’ \| Marcatori \| \| |           |               |               |                           |
|                                                |           |               |               |                           |
| Soltvedt 39’                                   | Marcatori |               |               |                           |

| Arbitro: | Aslam |

|                       |           |                 |
| Akintola 45’ Toft 90’ | Marcatori | 56’ Hammersland |

## Statistiche

### Statistiche di squadra
| Competizione       | Punti | In casa | In casa | In casa | In casa | In casa | In casa | In trasferta | In trasferta | In trasferta | In trasferta | In trasferta | In trasferta | Totale | Totale | Totale | Totale | Totale | Totale | DR  |
| Competizione       | Punti | G       | V       | N       | P       | Gf      | Gs      | G            | V            | N            | P            | Gf           | Gs           | G      | V      | N      | P      | Gf     | Gs     | DR  |
| ------------------ | ----- | ------- | ------- | ------- | ------- | ------- | ------- | ------------ | ------------ | ------------ | ------------ | ------------ | ------------ | ------ | ------ | ------ | ------ | ------ | ------ | --- |
| 1. divisjon        | 33    | 15      | 5       | 7       | 3       | 25      | 23      | 15           | 2            | 5            | 8            | 13           | 33           | 30     | 7      | 12     | 11     | 38     | 56     | -18 |
| Norgesmesterskapet | -     | 1       | 1       | 0       | 0       | 1       | 0       | 2            | 1            | 0            | 1            | 4            | 3            | 5      | 2      | 0      | 1      | 5      | 3      | +2  |
| Totale             | -     | 16      | 6       | 7       | 3       | 26      | 23      | 17           | 3            | 5            | 9            | 17           | 36           | 35     | 9      | 12     | 12     | 43     | 59     | -16 |

### Andamento in campionato
| Giornata  | 1  | 2  | 3  | 4 | 5  | 6  | 7 | 8 | 9 | 10 | 11 | 12 | 13 | 14 | 15 | 16 | 17 | 18 | 19 | 20 | 21 | 22 | 23 | 24 | 25 | 26 | 27 | 28 | 29 | 30 |
| --------- | -- | -- | -- | - | -- | -- | - | - | - | -- | -- | -- | -- | -- | -- | -- | -- | -- | -- | -- | -- | -- | -- | -- | -- | -- | -- | -- | -- | -- |
| Luogo     | T  | C  | T  | C | T  | C  | T | C | T | C  | T  | C  | T  | C  | T  | C  | T  | C  | T  | C  | C  | T  | C  | T  | T  | C  | T  | C  | T  | C  |
| Risultato | P  | N  | P  | V | P  | N  | V | V | N | N  | P  | N  | N  | N  | P  | V  | V  | P  | N  | P  | P  | P  | N  | N  | P  | V  | N  | N  | P  | V  |
| Posizione | 16 | 14 | 14 | 8 | 11 | 10 | 8 | 7 | 7 | 8  | 10 | 10 | 10 | 11 | 13 | 11 | 11 | 12 | 11 | 12 | 13 | 13 | 13 | 12 | 13 | 12 | 13 | 13 | 13 | 12 |

Fonte:  OBOS-ligaen 2017, su altomfotball.no, Altomfotball. URL consultato il 30 gennaio 2017 (archiviato dall'url originale il 2 febbraio 2017).
Legenda:

Luogo: C = Casa; T = Trasferta. Risultato: V = Vittoria; N = Pareggio; P = Sconfitta.

### Statistiche dei giocatori
| Giocatore       | 1. divisjon | 1. divisjon | 1. divisjon | 1. divisjon | Norgesmesterskapet | Norgesmesterskapet | Norgesmesterskapet | Norgesmesterskapet | Coppe europee | Coppe europee | Coppe europee | Coppe europee | Altre coppe | Altre coppe | Altre coppe | Altre coppe | Totale   | Totale | Totale      | Totale     |
| Giocatore       | Presenze    | Reti        | Ammonizioni | Espulsioni  | Presenze           | Reti               | Ammonizioni        | Espulsioni         | Presenze      | Reti          | Ammonizioni   | Espulsioni    | Presenze    | Reti        | Ammonizioni | Espulsioni  | Presenze | Reti   | Ammonizioni | Espulsioni |
| --------------- | ----------- | ----------- | ----------- | ----------- | ------------------ | ------------------ | ------------------ | ------------------ | ------------- | ------------- | ------------- | ------------- | ----------- | ----------- | ----------- | ----------- | -------- | ------ | ----------- | ---------- |
| S. Austevoll    | 20          | 0           | 0           | 0           | 2                  | 0                  | 0                  | 0                  |               |               |               |               |             |             |             |             | 22       | 0      | 0           | 0          |
| S. Bjørshol     | 22          | 1           | 1           | 1           | 3                  | 0                  | 0                  | 0                  |               |               |               |               |             |             |             |             | 25       | 1      | 1           | 1          |
| S. Brekkhus     | 14          | 0           | 0           | 0           | -                  | -                  | -                  | -                  |               |               |               |               |             |             |             |             | 14       | 0      | 0           | 0          |
| M. Bruun-Hansen | 10          | 0           | 3           | 0           | 1                  | 0                  | 0                  | 0                  |               |               |               |               |             |             |             |             | 11       | 0      | 3           | 0          |
| S. Hagos        | 24          | 4           | 5           | 0           | 3                  | 1                  | 0                  | 0                  |               |               |               |               |             |             |             |             | 27       | 5      | 5           | 0          |
| J. Hammersland  | 23          | 3           | 1           | 0           | 1                  | 1                  | 0                  | 0                  |               |               |               |               |             |             |             |             | 24       | 4      | 1           | 0          |
| M. Hansen       | 0           | -0          | 0           | 0           | 0                  | -0                 | 0                  | 0                  |               |               |               |               |             |             |             |             | 0        | 0      | 0           | 0          |
| N. Harris       | 14          | 0           | 0           | 0           | -                  | -                  | -                  | -                  |               |               |               |               |             |             |             |             | 14       | 0      | 0           | 0          |
| S. Hatlebrekke  | 2           | 0           | 0           | 0           | 2                  | 0                  | 1                  | 0                  |               |               |               |               |             |             |             |             | 4        | 0      | 1           | 0          |
| F. Heggland     | 16          | 0           | 1           | 1           | 1                  | 0                  | 0                  | 0                  |               |               |               |               |             |             |             |             | 17       | 0      | 1           | 1          |
| G. Herrem       | 27          | 11          | 6           | 0           | 2                  | 0                  | 1                  | 0                  |               |               |               |               |             |             |             |             | 29       | 11     | 7           | 0          |
| J. Hestetun     | 18          | 2           | 4           | 0           | 3                  | 0                  | 0                  | 0                  |               |               |               |               |             |             |             |             | 21       | 2      | 4           | 0          |
| E. Huseklepp    | 12          | 6           | 0           | 0           | -                  | -                  | -                  | -                  |               |               |               |               |             |             |             |             | 12       | 6      | 0           | 0          |
| S. Lassen       | 25          | 1           | 3           | 0           | 2                  | 0                  | 0                  | 0                  |               |               |               |               |             |             |             |             | 27       | 1      | 3           | 0          |
| V. Manzon       | 12          | 1           | 0           | 0           | 2                  | 1                  | 0                  | 0                  |               |               |               |               |             |             |             |             | 14       | 2      | 0           | 0          |
| H. Mikkelsen    | 0           | 0           | 0           | 0           | 1                  | 0                  | 0                  | 0                  |               |               |               |               |             |             |             |             | 1        | 0      | 0           | 0          |
| D. Mkrtchyan    | 4           | 0           | 0           | 0           | 1                  | 0                  | 0                  | 0                  |               |               |               |               |             |             |             |             | 5        | 0      | 0           | 0          |
| S. Nordhagen    | 1           | 0           | 0           | 0           | 0                  | 0                  | 0                  | 0                  |               |               |               |               |             |             |             |             | 1        | 0      | 0           | 0          |
| S. Nygard       | 29          | 0           | 0           | 0           | 3                  | 0                  | 2                  | 0                  |               |               |               |               |             |             |             |             | 32       | 0      | 2           | 0          |
| O. Opsvik       | 0           | 0           | 0           | 0           | 0                  | 0                  | 0                  | 0                  |               |               |               |               |             |             |             |             | 0        | 0      | 0           | 0          |
| E. Østgaard     | 23          | -43         | 1           | 0           | 0                  | -0                 | 0                  | 0                  |               |               |               |               |             |             |             |             | 23       | -43    | 1           | 0          |
| J. Soltvedt     | 17          | 2           | 1           | 0           | 2                  | 1                  | 1                  | 0                  |               |               |               |               |             |             |             |             | 19       | 3      | 2           | 0          |
| M. Songve       | 20          | 0           | 3           | 0           | 1                  | 1                  | 0                  | 0                  |               |               |               |               |             |             |             |             | 21       | 1      | 3           | 0          |
| A. Søreide      | 0           | -0          | 0           | 0           | 0                  | -0                 | 0                  | 0                  |               |               |               |               |             |             |             |             | 0        | 0      | 0           | 0          |
| K. Stephensen   | 0           | 0           | 0           | 0           | 0                  | 0                  | 0                  | 0                  |               |               |               |               |             |             |             |             | 0        | 0      | 0           | 0          |
| B. Thomas       | 7           | -13         | 0           | 0           | 3                  | -2                 | 0                  | 0                  |               |               |               |               |             |             |             |             | 10       | -15    | 0           | 0          |
| M. Ueland       | 21          | 0           | 4           | 0           | 3                  | 0                  | 0                  | 0                  |               |               |               |               |             |             |             |             | 24       | 0      | 4           | 0          |
| E. Wollen Steen | 26          | 2           | 3           | 0           | 3                  | 0                  | 0                  | 0                  |               |               |               |               |             |             |             |             | 29       | 2      | 3           | 0          |